# Сьмярдово-Злотовське
Сьмярдово-Злотовське (пол. Śmiardowo Złotowskie, нім. Schmirdau) — село в Польщі, у гміні Закшево Злотовського повіту Великопольського воєводства.
Населення — 273 особи (2011).
У 1975-1998 роках село належало до Пільського воєводства.

## Демографія
Демографічна структура станом на 31 березня 2011 року:
|          | Загалом | Допрацездатний вік | Працездатний вік | Постпрацездатний вік |
| -------- | ------- | ------------------ | ---------------- | -------------------- |
| Чоловіки | 147     | 41                 | 97               | 9                    |
| Жінки    | 126     | 29                 | 76               | 21                   |
| Разом    | 273     | 70                 | 173              | 30                   |